# Fatty and the Bandits
Fatty and the Bandits è un cortometraggio muto del 1913 prodotto dalla Nestor. Il nome del regista non viene riportato nei credit del film, una commedia che aveva come interpreti Howard Davies e Jackie Saunders.

## Produzione
Il film fu prodotto dalla Nestor Film Company di David Horsley.

## Distribuzione
Distribuito negli Stati Uniti dall'Universal Film Manufacturing Company, il film - un cortometraggio di una bobina - uscì nelle sale cinematografiche il 5 febbraio 1913.